# Дјоло (Парма)
Дјоло је насеље у Италији у округу Парма, региону Емилија-Ромања.
Према процени из 2011. у насељу је живело 111 становника. Насеље се налази на надморској висини од 36 м.